# Завальевская поселковая община
Завальевская поселковая община (укр. Заваллівська селищна громада) — территориальная община в Голованевском районе Кировоградской области Украины.
Административный центр — посёлок Завалье.
Население составляет 11160 человек. Площадь — 247,8 км².
В соответствии с распоряжением Кабинета Министров Украины от 12 июня 2020 года, в состав общины вошла территория Завальевского и Сальковского поселковых советов, а также Жакчицкого, Могильненского, Таужненского и Чемерпольского сельских советов упразднённого Гайворонского района

## Населённые пункты
В состав общины входит 2 посёлка и 10 сёл:
- Посёлок Завалье
- Сальковский старостинский округ:
  - Посёлок Сальково
- Жакчицкий старостинский округ:
  - Жакчик
- Могильненский старостинский округ:
  - Кленовое
  - Могильное
  - Ольховецкое
- Таужненский старостинский округ:
  - Таужное
  - Тракт
  - Червоные Маяки
- Чемерпольский старостинский округ:
  - Берёзовка
  - Ташлык
  - Чемерполь